# SV Werder Bremen II
Az SV Werder Bremen II a német SV Werder Bremen labdarúgócsapatának harmadosztályú tartalékcsapata. Hazai meccseiket az első csapat stadionjában, a Weserstadion, Platz 11-ben játsszák.

## Jelenlegi keret
2018. július 4-i állapot szerint.
| #  |     | Poszt | Név                |
| -- | --- | ----- | ------------------ |
| 8  | GER | V     | Marco Kaffenberger |
| 14 | GER | KP    | Ole Käuper         |
| 18 | GER | KP    | Leander Wasmus     |
| 19 | GER | V     | Lars Bünning       |
| 22 | GER | K     | Tobias Duffner     |
| 25 | GER | KP    | Fridolin Wagner    |
| 26 | GER | KP    | Jannes Vollert     |
| 27 | GER | KP    | Idrissa Touré      |
| 29 | USA | CS    | Isaiah Young       |
| 34 | GER | KP    | Boubacar Barry     |
| 36 | GER | KP    | Thore Jacobsen     |
| 37 | GHA | CS    | Jonah Osabutey     |

| # |     | Poszt | Név                 |
| - | --- | ----- | ------------------- |
|   | GER | CS    | Florian Dietz       |
|   | GER | KP    | Christian Groß      |
|   | GER | V     | Joshua Bitter       |
|   | GER | K     | Dudu                |
|   | GER | K     | Luca Plogmann       |
|   | GER | V     | Justin Plautz       |
|   | GER | V     | Julian Rieckmann    |
|   | GER | KP    | Jan-Pelle Hoppe     |
|   | GER | KP    | Frank Ronstadt      |
|   | USA | KP    | Trevor Zwetsloot    |
|   | GER | CS    | Kevin Schuhmacher   |
|   | NED | CS    | Bennet van den Berg |

## Sikerei
- Német amatőr bajnokság:
  - Bajnok (3): 1966, 1985, 1991
- Regionalliga Nord:
  - Bajnok : 2015
- Oberliga Nord:
  - Bajnok (2): 1982, 1984
- Bremen-Liga:
  - Bajnok (5): 1957, 1962, 1967, 1968, 1976
- Bremer Pokal:
  - Győzter (20): 1969, 1971, 1976, 1982, 1983, 1987, 1989, 1990, 1992–95, 1997–2002, 2004, 2007